# Oulu

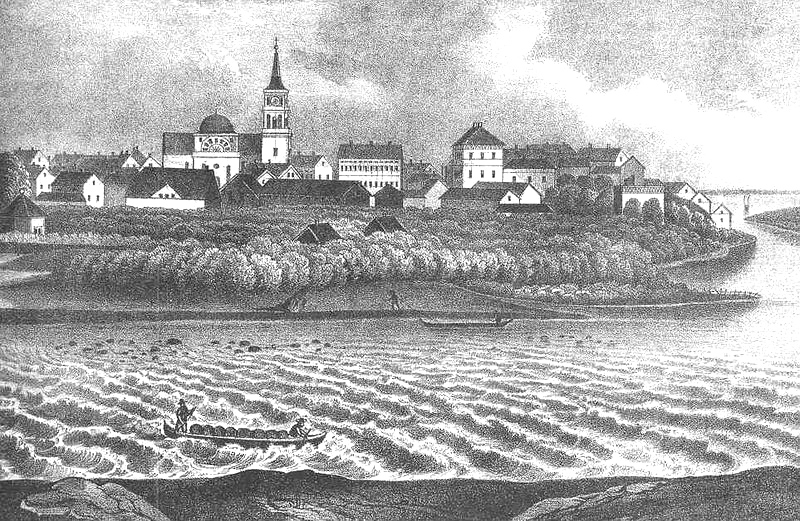
Drawing of central Oulu from the 19th Century.

Oulu (listenⓘ) (tiếng Thụy Điển: Uleåborg) là một thành phố và đô thị ở tỉnh Oulu, vùng Bắc Ostrobothnia, Phần Lan, bên vịnh Bothnia. Đây là thành phố lớn nhất và quan trọng nhất ở bắc Phần Lan, là thành phố lớn thứ 6 ở quốc gia này. Tốc độ tăng dân số của Oulu tương đương với tốc độ tăng của vùng đô thị Helsinki. Oulu đã được thành lập năm 1375 với ban đầu là một pháo đài của người Thụy Điển để chống lại người Nga. Thành phố được lập ngày 20 tháng 7 năm 1605 bởi vua Karl IX của Thuỵ Điển, đối diện với một tòa lâu đài được xây trên đảo Linnansaari. Việc xây thành phố được tiến hành sau một hiệp ước có lợi được ký với Nga loại bỏ nguy cơ bị tấn công bằng tuyến đường thủy đông-tây bằng sông Oulu. Trong thế kỷ 19, thành phố này đã thành một trung tâm thương mại thịnh vượng và đã bị hỏa hoạn thiêu rụi năm 1822. Kiến trúc sư Carl Ludvig Engel đã được giao nhiệm vụ quy hoạch xây lại thành phố. Ông đã tuân theo bố trí của thành phố trước khi bị cháy với những thay đổi nhỏ. Nhà thờ Oulu đã được xây năm 1832 theo thiết kế của ông. Thành phố này có Đại học Oulu được thành lập năm 1958.

## Khí hậu
Oulu có khí hậu lục địa cận Bắc Cực (Köppen Dfc) với mùa đông lạnh trong khi mùa hè ngắn và ấm. Đây là thành phố lớn nhất của Phần Lan nằm hoàn toàn trong vùng khí hậu này. 
| Dữ liệu khí hậu của Oulu                       | Dữ liệu khí hậu của Oulu | Dữ liệu khí hậu của Oulu | Dữ liệu khí hậu của Oulu | Dữ liệu khí hậu của Oulu | Dữ liệu khí hậu của Oulu | Dữ liệu khí hậu của Oulu | Dữ liệu khí hậu của Oulu | Dữ liệu khí hậu của Oulu | Dữ liệu khí hậu của Oulu | Dữ liệu khí hậu của Oulu | Dữ liệu khí hậu của Oulu | Dữ liệu khí hậu của Oulu | Dữ liệu khí hậu của Oulu |
| Tháng                                          | 1                        | 2                        | 3                        | 4                        | 5                        | 6                        | 7                        | 8                        | 9                        | 10                       | 11                       | 12                       | Năm                      |
| ---------------------------------------------- | ------------------------ | ------------------------ | ------------------------ | ------------------------ | ------------------------ | ------------------------ | ------------------------ | ------------------------ | ------------------------ | ------------------------ | ------------------------ | ------------------------ | ------------------------ |
| Cao kỉ lục °C (°F)                             | 9.3 (48.7)               | 7.8 (46.0)               | 11.5 (52.7)              | 23.9 (75.0)              | 29.9 (85.8)              | 32.3 (90.1)              | 33.3 (91.9)              | 30.5 (86.9)              | 25.4 (77.7)              | 21.1 (70.0)              | 11.2 (52.2)              | 8.2 (46.8)               | 33.3 (91.9)              |
| Trung bình ngày tối đa °C (°F)                 | −4.8 (23.4)              | −4.7 (23.5)              | −0.4 (31.3)              | 5.8 (42.4)               | 12.6 (54.7)              | 17.9 (64.2)              | 21.1 (70.0)              | 18.9 (66.0)              | 13.2 (55.8)              | 5.8 (42.4)               | 0.5 (32.9)               | −2.7 (27.1)              | 6.9 (44.5)               |
| Trung bình ngày °C (°F)                        | −8.2 (17.2)              | −8.4 (16.9)              | −4.4 (24.1)              | 1.6 (34.9)               | 8.0 (46.4)               | 13.7 (56.7)              | 16.7 (62.1)              | 14.6 (58.3)              | 9.6 (49.3)               | 3.3 (37.9)               | −1.6 (29.1)              | −5.3 (22.5)              | 3.3 (38.0)               |
| Tối thiểu trung bình ngày °C (°F)              | −11.9 (10.6)             | −12.1 (10.2)             | −8.3 (17.1)              | −2.5 (27.5)              | 3.4 (38.1)               | 9.3 (48.7)               | 12.4 (54.3)              | 10.6 (51.1)              | 6.0 (42.8)               | 0.6 (33.1)               | −4.2 (24.4)              | −8.8 (16.2)              | −0.5 (31.2)              |
| Thấp kỉ lục °C (°F)                            | −37.5 (−35.5)            | −41.5 (−42.7)            | −32 (−26)                | −21.4 (−6.5)             | −9.1 (15.6)              | −6.1 (21.0)              | 3.6 (38.5)               | −1.5 (29.3)              | −8 (18)                  | −20.6 (−5.1)             | −33 (−27)                | −37.2 (−35.0)            | −41.5 (−42.7)            |
| Lượng Giáng thủy trung bình mm (inches)        | 32 (1.3)                 | 29 (1.1)                 | 26 (1.0)                 | 23 (0.9)                 | 40 (1.6)                 | 51 (2.0)                 | 80 (3.1)                 | 62 (2.4)                 | 49 (1.9)                 | 51 (2.0)                 | 43 (1.7)                 | 39 (1.5)                 | 525 (20.5)               |
| Lượng tuyết rơi trung bình cm (inches)         | 33 (13)                  | 46 (18)                  | 43 (17)                  | 7 (2.8)                  | —                        | —                        | —                        | —                        | —                        | —                        | 4 (1.6)                  | 17 (6.7)                 | 150 (59)                 |
| Số ngày giáng thủy trung bình                  | 9                        | 8                        | 7                        | 6                        | 8                        | 8                        | 10                       | 10                       | 8                        | 10                       | 10                       | 10                       | 104                      |
| Độ ẩm tương đối trung bình (%) (daily average) | 87                       | 86                       | 82                       | 73                       | 67                       | 66                       | 71                       | 76                       | 82                       | 86                       | 90                       | 89                       | 80                       |
| Số giờ nắng trung bình tháng                   | 24                       | 69                       | 137                      | 208                      | 273                      | 296                      | 283                      | 212                      | 133                      | 69                       | 28                       | 8                        | 1.740                    |
| Nguồn: FMI                                     |                          |                          |                          |                          |                          |                          |                          |                          |                          |                          |                          |                          |                          |